# Kevin Craft
Kevin Craft (Escondido, 15 ottobre 1985) è un ex giocatore di football americano e allenatore di football americano statunitense che ha giocato come quarterback.
Dopo aver giocato per tre squadre universitarie ha firmato nel 2010 con i francesi Cougars de Saint-Ouen-l'Aumône (nonostante fosse stato contattato anche dai canadesi Calgary Stampeders); nel 2012 si è trasferito in Giappone agli IBM Big Blue, dove è rimasto fino alla conclusione della carriera da giocatore e ha iniziato ad allenare.